# Graffenrieda caudata
Graffenrieda caudata là một loài thực vật thuộc họ Melastomataceae. Nó là đại diện duy nhất của chi Graffenrieda.
Nó là loài đặc hữu của Guyana.